# Theta Pyxidis
θ Pyxidis (Theta Pyxidis, kurz θ Pyx) ist der sechsthellste Stern im Sternbild Schiffskompass. Aufgrund seiner geringen scheinbaren Helligkeit von 4,72m  ist der rötlich schimmernde Stern für das bloße Auge nur als lichtschwacher Punkt am Firmament wahrnehmbar. Als halbregelmäßig veränderlicher Stern der Klasse SRb zeigt er geringfügige Helligkeitsschwankungen mit zwei nachgewiesenen Perioden von 13 und 98,3 Tagen. Nach Parallaxen-Messungen der Raumsonde Gaia beträgt seine Entfernung von der Erde etwa 640 Lichtjahre. Gegenüber der Sonne bewegt sich θ Pyx mit einer Relativgeschwindigkeit von 22,8 km/s durch die Milchstraße, deren Zentrum er auf einem elliptischen Orbit im Abstand zwischen 21.200 und 24.700 Lichtjahren umkreist. Seine geringste Entfernung von der Sonne erreichte der Stern vor etwa 5,8 Millionen Jahren, als er ihr bis auf circa 241 Lichtjahre nahekam.
θ Pyx ist ein Roter Riese der Spektralklasse M0.5III Ba0.5, wobei die Notation „Ba0.5“ bedeutet, dass es sich um einen leichten Bariumstern handelt. Nach einer groben Schätzung beträgt seine Masse etwa 4 Sonnenmassen. Er hat eine Ausdehnung von circa 79 Sonnendurchmessern und die 2600-fache Sonnenleuchtkraft. An seiner Oberfläche ist er deutlich kühler als die Sonne; die effektive Temperatur seiner Photosphäre beträgt rund 3830 Kelvin. Der Eisen-Gehalt des Sterns, der zur Messung seiner Metallizität herangezogen wird, dürfte demjenigen der Sonne sehr ähneln.